# 中国共产党莱西市委员会
中国共产党莱西市委员会，简称中共莱西市委，是中国共产党在山东省莱西市的领导机关，原称中共莱阳县委、中共莱西县委，1991年2月因莱西撤县建市而更名中共莱西市委。

## 历史
1941年2月14日，莱阳县划分为莱阳县（习称莱西县）和莱东行署，均隶南海专区；顾云生调南海地委工作，徐力田接任中共莱阳县委书记。莱西析出莱西南行署，1942年1月，徐力田调任中共莱东县委书记。1945年1月，从莱东行署析出五龙县。1945年8月，莱东行署改称为莱东县政府。1950年5月，中共南海地委和滨北地委合并，称中共莱阳地委，莱东县委属之。1950年6月，莱东县改称莱阳县。1950年3月12日，莱西、莱西南两县合并为莱西县，成立中共莱西县委，隶属中共南海地委。1958年10月17日，莱西、莱阳两县合并为莱阳县，成立中共莱阳县委。11月，中共莱阳地委迁烟台，称中共烟台地委，莱阳县委属之。1961年10月，莱西县析出，另成立中共莱西县委属中共烟台地委。1983年10月1日，莱西县改隶青岛市。

## 历任书记
1941年2月，莱西、莱东分置，其时莱西称莱阳县，而莱东初称莱东行署。1941年10月，莱西县南部析为莱西南县，成立中共莱西南县工作委员会，隶属中共南海地委。1942年7月，中共莱西南县工作委员会撤销，成立中共莱西南县委，隶属中共南海地委。1950年3月，莱阳县和莱西南县合并称莱西县。其间，中共莱阳县委，习称中共莱西县委，初隶中共南海地委，1943年8月改隶中共西海地委，1944年11月，恢复隶属中共南海地委，1945年9月，改属胶东区党委直接领导。

#### 莱阳县（莱西县）
| 任次 | 书记                                                                | 上任日期                         | 卸任日期                           | 县委其他 主要成员                                                                                   | 备注  |
| ---- | ------------------------------------------------------------------- | -------------------------------- | ---------------------------------- | --------------------------------------------------------------------------------------------------- | ----- |
| 6    | 徐力田 籍貫：山东莱阳 生卒年份：1914年－1962年 1938年加入中国共产党 | 1941年2月                        | 1941年9月 （调莱东）               | 委员：徐力田、刘四勿、刘东岱、韩健民、姜子敬、周文峰、王研究、李芸生                                | [ 4 ] |
| 7    | 苏进程 籍貫：山东乳山 生卒年份：1911年－1991年 1938年加入中国共产党 | 1941年9月                        | 1943年8月 （调胶东区党委党校学习） | 委员：苏进程、刘四勿、刘东岱、刘汉清、姜子敬、王研究、周文峰、王良、韩健民                          |       |
| 8    | 苏继光 籍貫：山东莱西 生卒年份：1912年－1993年 1932年加入中国共产党 | 1943年8月 （西海地委副书记兼任） | 1944年11月 （调胶东区党委学习）    | 委员：苏继光、刘汉清、王西钊、王瑞清、刘四勿、于云、刘炳晨、李石山、韩健民、李显堂、王良            | [ 7 ] |
| 9    | 刘汉清 籍貫：山东莱西 生卒年份：1915年－1996年 1938年加入中国共产党 | 1944年11月 （任代理书记）        | 1945年10月 （转作书记）            | 委员：刘汉清、王瑞清、刘炳晨、肖瑞华、王西钊、李显堂、刘文厚                                        | [ 8 ] |
| 10   | 刘汉清 籍貫：山东莱西 生卒年份：1915年－1996年 1938年加入中国共产党 | 1945年10月                       | 1948年12月 （随军南下）            | 副书记：王西钊、刘文厚； 委员：刘汉清、王西钊、刘文厚、刘炳晨、孙文卿、贾邦元、张良春、郑占海       |       |
| 11   | 王西钊 籍貫：山东莱西 生卒年份：1913年－2003年 1938年加入中国共产党 | 1948年12月 （任代理书记）        | 1949年3月 （转作书记）             | 副书记：刘文厚； 委员：王西钊、刘文厚、辛日中、赵连廷、王明玖、王作祥、田振三、赵光法、郝光、左士明 | [ 9 ] |
| 12   | 王西钊 籍貫：山东莱西 生卒年份：1913年－2003年 1938年加入中国共产党 | 1949年3月                        | 1950年3月12日 （莱西与莱西南合并） | 副书记：刘文厚； 委员：王西钊、刘文厚、辛日中、赵连廷、王明玖、王作祥、田振三、赵光法、郝光、左士明 | [ 9 ] |